# اشلند (تنسی)
اشلند (به انگلیسی: Ashland) یک منطقهٔ مسکونی در ایالات متحده آمریکا است که در شهرستان وین، تنسی واقع شده‌است. اشلند ۲۲۱ متر بالاتر از سطح دریا واقع شده‌است.